# Mario Bertini
Mario Bertini (Prato, 7 gennaio 1944) è un ex calciatore italiano, di ruolo mediano, vicecampione del mondo nel 1970 con la nazionale italiana.

## Caratteristiche tecniche
Era un centrocampista completo e dal fisico robusto. Abile in fase difensiva, non di rado concludeva a rete.

## Carriera

Bertini alla Fiorentina negli anni '60

Cresciuto nel Prato, esordì in Serie C nel campionato 1962-1963 prima di passare nella stessa serie all'Empoli; nell'estate del 1964 viene acquistato dalla Fiorentina.
Con i viola fa subito il suo esordio in Serie A, il 13 settembre 1964 e due anni dopo è aggregato, insieme a Gigi Riva come "apprendista" fuori rosa nella spedizione italiana ai mondiali d'Inghilterra. Con la Fiorentina, nella stagione 1965-66, vince una Coppa Italia e una Coppa Mitropa. Nella finale di Coppa Italia realizza un rigore decisivo a un minuto dalla fine dei supplementari, che porta la sua squadra in vantaggio per 2-1. Nella stagione precedente, perde la finale di Coppa Mitropa contro il Vasas di Budapest.
Dopo quattro stagioni a Firenze passa all'Inter, dove diventa rigorista (prima di lasciare il compito a Boninsegna), raccogliendo un discreto bottino di reti, anche grazie al suo destro potente e preciso, che a fine carriera gli frutterà 44 reti su 307 presenze in massima serie. Le sue doti principali sono la corsa, l'interdizione e appunto la conclusione secca: è fra i protagonisti dello scudetto nerazzurro del 1970-71.
L'anno precedente era stato titolare ai mondiali messicani, dove diventò vicecampione del mondo, e nel 1972 chiude la sua carriera in nazionale con 25 presenze e 2 reti. È stato inoltre il primo calciatore pratese ad inaugurare la lista dei giocatori di Prato che hanno fatto parte dei mondiali di calcio; dopo di lui ci sono stati Paolo Rossi (Argentina 1978 e Spagna 1982) e Christian Vieri (Francia 1998 e Corea-Giappone 2002).
Rimane all'Inter fino al 1977, per chiudere la carriera dopo una stagione in Serie B al Rimini.
Nel 1971 Bertini ha anche inciso un disco a 45 giri: si tratta della canzone dell'Inter, intitolata Inter spaziale e scritta da Roberto Vecchioni e Renato Pareti.

## Statistiche

### Cronologia presenze e reti in nazionale
| Cronologia completa delle presenze e delle reti in nazionale ― Italia | Cronologia completa delle presenze e delle reti in nazionale ― Italia | Cronologia completa delle presenze e delle reti in nazionale ― Italia | Cronologia completa delle presenze e delle reti in nazionale ― Italia | Cronologia completa delle presenze e delle reti in nazionale ― Italia | Cronologia completa delle presenze e delle reti in nazionale ― Italia | Cronologia completa delle presenze e delle reti in nazionale ― Italia | Cronologia completa delle presenze e delle reti in nazionale ― Italia |
| Data                                                                  | Città                                                                 | In casa                                                               | Risultato                                                             | Ospiti                                                                | Competizione                                                          | Reti                                                                  | Note                                                                  |
| --------------------------------------------------------------------- | --------------------------------------------------------------------- | --------------------------------------------------------------------- | --------------------------------------------------------------------- | --------------------------------------------------------------------- | --------------------------------------------------------------------- | --------------------------------------------------------------------- | --------------------------------------------------------------------- |
| 29-6-1966                                                             | Firenze                                                               | Italia                                                                | 5 – 0                                                                 | Messico                                                               | Amichevole                                                            | -                                                                     | 46’                                                                   |
| 25-6-1967                                                             | Bucarest                                                              | Romania                                                               | 0 – 1                                                                 | Italia                                                                | Qual. Euro 1968                                                       | 1                                                                     |                                                                       |
| 6-4-1968                                                              | Sofia                                                                 | Bulgaria                                                              | 3 – 2                                                                 | Italia                                                                | Qual. Euro 1968                                                       | -                                                                     |                                                                       |
| 1-1-1969                                                              | Città del Messico                                                     | Messico                                                               | 2 – 3                                                                 | Italia                                                                | Amichevole                                                            | -                                                                     |                                                                       |
| 5-1-1969                                                              | Città del Messico                                                     | Messico                                                               | 1 – 1                                                                 | Italia                                                                | Amichevole                                                            | 1                                                                     |                                                                       |
| 29-3-1969                                                             | Berlino Est                                                           | Germania Est                                                          | 2 – 2                                                                 | Italia                                                                | Qual. Mondiali 1970                                                   | -                                                                     |                                                                       |
| 24-5-1969                                                             | Torino                                                                | Italia                                                                | 0 – 0                                                                 | Bulgaria                                                              | Amichevole                                                            | -                                                                     |                                                                       |
| 4-11-1969                                                             | Roma                                                                  | Italia                                                                | 4 – 1                                                                 | Galles                                                                | Qual. Mondiali 1970                                                   | -                                                                     | 87’                                                                   |
| 10-5-1970                                                             | Lisbona                                                               | Portogallo                                                            | 1 – 2                                                                 | Italia                                                                | Amichevole                                                            | -                                                                     |                                                                       |
| 3-6-1970                                                              | Toluca                                                                | Italia                                                                | 1 – 0                                                                 | Svezia                                                                | Mondiali 1970 - 1º turno                                              | -                                                                     |                                                                       |
| 6-6-1970                                                              | Puebla                                                                | Italia                                                                | 0 – 0                                                                 | Uruguay                                                               | Mondiali 1970 - 1º turno                                              | -                                                                     |                                                                       |
| 11-6-1970                                                             | Toluca                                                                | Italia                                                                | 0 – 0                                                                 | Israele                                                               | Mondiali 1970 - 1º turno                                              | -                                                                     |                                                                       |
| 14-6-1970                                                             | Toluca                                                                | Italia                                                                | 4 – 1                                                                 | Messico                                                               | Mondiali 1970 - Quarti                                                | -                                                                     |                                                                       |
| 17-6-1970                                                             | Città del Messico                                                     | Italia                                                                | 4 – 3 dts                                                             | Germania Ovest                                                        | Mondiali 1970 - Semif.                                                | -                                                                     |                                                                       |
| 21-6-1970                                                             | Città del Messico                                                     | Brasile                                                               | 4 – 1                                                                 | Italia                                                                | Mondiali 1970 - Finale                                                | -                                                                     | 74’ · 2º posto                                                        |
| 31-10-1970                                                            | Vienna                                                                | Austria                                                               | 1 – 2                                                                 | Italia                                                                | Qual. Euro 1972                                                       | -                                                                     |                                                                       |
| 8-12-1970                                                             | Firenze                                                               | Italia                                                                | 3 – 0                                                                 | Irlanda                                                               | Qual. Euro 1972                                                       | -                                                                     |                                                                       |
| 20-2-1971                                                             | Cagliari                                                              | Italia                                                                | 1 – 2                                                                 | Spagna                                                                | Amichevole                                                            | -                                                                     |                                                                       |
| 10-5-1971                                                             | Dublino                                                               | Irlanda                                                               | 1 – 2                                                                 | Italia                                                                | Qual. Euro 1972                                                       | -                                                                     |                                                                       |
| 9-6-1971                                                              | Stoccolma                                                             | Svezia                                                                | 0 – 0                                                                 | Italia                                                                | Qual. Euro 1972                                                       | -                                                                     |                                                                       |
| 25-9-1971                                                             | Genova                                                                | Italia                                                                | 2 – 0                                                                 | Messico                                                               | Amichevole                                                            | -                                                                     |                                                                       |
| 9-10-1971                                                             | Milano                                                                | Italia                                                                | 3 – 0                                                                 | Svezia                                                                | Qual. Euro 1972                                                       | -                                                                     |                                                                       |
| 20-11-1971                                                            | Roma                                                                  | Italia                                                                | 2 – 2                                                                 | Austria                                                               | Qual. Euro 1972                                                       | -                                                                     | 46’                                                                   |
| 4-3-1972                                                              | Atene                                                                 | Grecia                                                                | 2 – 1                                                                 | Italia                                                                | Amichevole                                                            | -                                                                     | 46’                                                                   |
| 13-5-1972                                                             | Bruxelles                                                             | Belgio                                                                | 2 – 1                                                                 | Italia                                                                | Qual. Euro 1972                                                       | -                                                                     | 46’                                                                   |
| Totale                                                                |                                                                       | Presenze                                                              | 25                                                                    |                                                                       | Reti                                                                  | 2                                                                     |                                                                       |

## Palmarès

### Club

#### Competizioni nazionali
- Campionato italiano Serie C: 1

Prato: 1962-1963 (girone B)
- Coppa Italia: 1

Fiorentina: 1965-1966
- Campionato italiano: 1

Inter: 1970-1971

#### Competizioni internazionali
- Coppa Mitropa: 1

Fiorentina: 1966